# Bosznia-hercegovinai Légierő és Légvédelem

A bosnyák haderő pajzsa

A Bosznia-hercegovinai Légierő és Légvédelem Bosznia-Hercegovina légteréért felelős katonai repülőalakulat, amely a bosnyák haderő részét képezi, annak egyik haderőneme. Központi parancsnoksága Szarajevóban van. Alakulatai az ország három repülőterén települnek: a szarajevói, a Banja Luka-i és a tuzlai repülőtereken. A főparancsnokság NATO és EUFOR irányítás alatt áll, költségvetése a legkisebb az európai országokéi között, azonban méretéhez viszonyítva tetemes fegyverzettel rendelkezik.
A szervezet folyamatosan bevezeti és követi a NATO-szabványokat (STANAG). A repülő fegyvernemnek három műveleti zászlóalja van, melyek a három nemzetközi repülőtéren települnek.

## Története
Az alakuló ország légvédelme a függetlenségi háború alatt alakult meg 1992-ben. 1996-tól független és önálló. Ebben az évben választották ki a 2006-ig hivatalos felségjelzést. 2007-től napjainkig a haderő nemzeti színű pajzsát viselik.
2010-től két Mi–17-esük szolgált Afganisztánban az ISAF keretei között, hat pilótával és harmincfős csapattesttel.

## Alakulatai
| Alakulatnév                                   | Diszlokáció                     |
| --------------------------------------------- | ------------------------------- |
| 1. Helikopter-század                          | Szarajevói nemzetközi repülőtér |
| 2. Helikopter-század                          | Banja Luka nemzetközi repülőtér |
| 3. Helikopter-század                          | Tuzla nemzetközi repülőtér      |
| Légvédelmi zászlóalj                          |                                 |
| 1. Légvédelmi zászlóalj                       | Szarajevói nemzetközi repülőtér |
| 2. Légvédelmi zászlóalj                       | Banja Luka nemzetközi repülőtér |
| 3. Légvédelmi zászlóalj                       | Tuzla nemzetközi repülőtér      |
| Korai előrejelző és légtérellenőrző zászlóalj |                                 |
| Repüléstámogató zászlóalj                     |                                 |

## Fegyverzete

### Repülőcsapatok
| Típusjel          | Rendszeresített mennyiség/üzemelő | Megjegyzés                                   |
| ----------------- | --------------------------------- | -------------------------------------------- |
| UH–1H             | 14 db                             |                                              |
| Mi–8/–17          | 14 db                             | 9 db Mi–8T, 2 db Mi–8MTV–1, 3 db Mi–17       |
| Soko Gazelle Gama | 4 db                              |                                              |
| Mi–34             | 1 db                              |                                              |
| Utva 75           | 16 db/9 db                        | 2008-ban hét darabot kivontak a rendszerből. |

Csapásmérő repülőgépek – 7 db J–22 Orao, 4 db J–21 Jastreb, 2 db IJ–21 Jastreb, 3 db NJ–21 Jastreb, 1 db G–4 Super Galeb – meglétéről egyelőre nincs információ.

### Szárazföldi légvédelem
| Típusjel          | Rendszeresített mennyiség/üzemelő   | Megjegyzés                                 |
| ----------------- | ----------------------------------- | ------------------------------------------ |
| FIM–92 Stinger    | 50 db                               |                                            |
| 9K38 Igla         | 20 db                               |                                            |
| Bofors 40 mm L/70 | két tüzérosztály                    |                                            |
| ZU–23–2           | 150 db                              |                                            |
| 9K31 Sztrela–1    | 15 alegység, 5-5 minden repülőtéren |                                            |
| 2K12 Kub          | na.                                 |                                            |
| P–40 rádiólokátor | 12 egység                           | Minden egység rakétacsapatokkal támogatott |